# Aphanius apodus
Aphanius apodus é uma espécie de peixe da família Cyprinodontidae.
É endémica da Argélia.